# Ingelheim
Ingelheim (úředně Ingelheim am Rhein) je historické město v Německu, asi 10 km západně od Mohuče. Leží na levém břehu Rýna a na jeho soutoku s řekou Selz, uprostřed vinařského kraje. V polovině 8. století zde vznikl hrad, později falc německých císařů. Ve městě sídlí významná farmaceutická firma Boehringer Ingelheim.

## Historie
Místo bylo osídleno už v paleolitu, v římské době tvořilo zázemí města Mohuče a od 5. století bylo osídleno Franky. Po roce 800 rozšířil císař Karel Veliký zdejší hrad a vybudoval zde mohutnou falc, jejíž zbytky se dodnes zachovaly. Jeho nástupci zde konali až do 12. století sněmy a synody, ve 13. století bylo i město opevněno, jeho význam ale upadal. Roku 1354 založil Karel IV. v Dolním Ingelheimu proboštství k poctě Karla Velikého a sv. Václava pro 4 české řeholníky z Karlovského kláštera v Praze, které trvalo až do reformace. Roku 1356 zastavil císař Ingelheim městu Mohuči a později Ruprechtovi Falckému. Roku 1488 se zde narodil historik a geograf Sebastian Münster, autor slavné Kosmografie. Heidelberští kurfiřtové zavedli v Ingelheimu 1556 luterskou a 1565 kalvinistickou reformaci a v následujících letech si reformovaní a katolíci rozdělili místní kostely. Po míru v Campo-Formio 1797 připadl Ingelheim Francii a 1816 Hesensku. Po roce 1860 byl napojen na železnici a zažil období industrializace. Při pogromu roku 1938 byla zničena synagoga a 75 židovských občanů bylo odvlečeno do koncentračních táborů. Za druhé světové války bylo město ušetřeno a roku 1945 téměř bez boje obsazeno americkou armádou. Po válce bylo součástí francouzské okupační zóny, prošlo vlnou industrializace a od roku 1996 je sídlem okresu.

## Pamětihodnosti
- Evangelický kostel Saalkirche, ottonská stavba z 9. století na křížovém půdorysu se dvěma věžemi v prostoru někdejší falce.
- Zbytky středověkého opevnění se dvěma branami a zbytky věží.
- Malebná Burgkirche (původně kostel sv. Wigberta), opevněný gotický kostel z 15. století na románských základech. Z vnitřního zařízení se zachovalo malované okno z roku 1406.
- Katolický kostel sv. Remigia, barokní sálová stavba se středověkou věží.

## Doprava
Město má přímé železniční spojení do Mohuče a Frankfurtu, do Koblence a Saarbrückenu. Leží při dálnici A 60 a letiště Frankfurt je vzdáleno asi 30 min. jízdy.

## Galerie

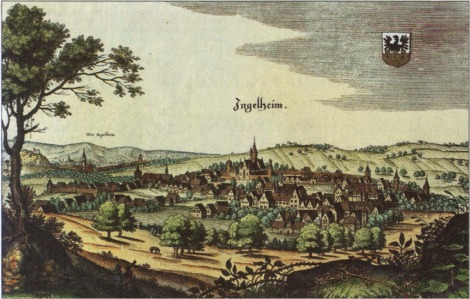
M. Merian: Ingelheim 1645
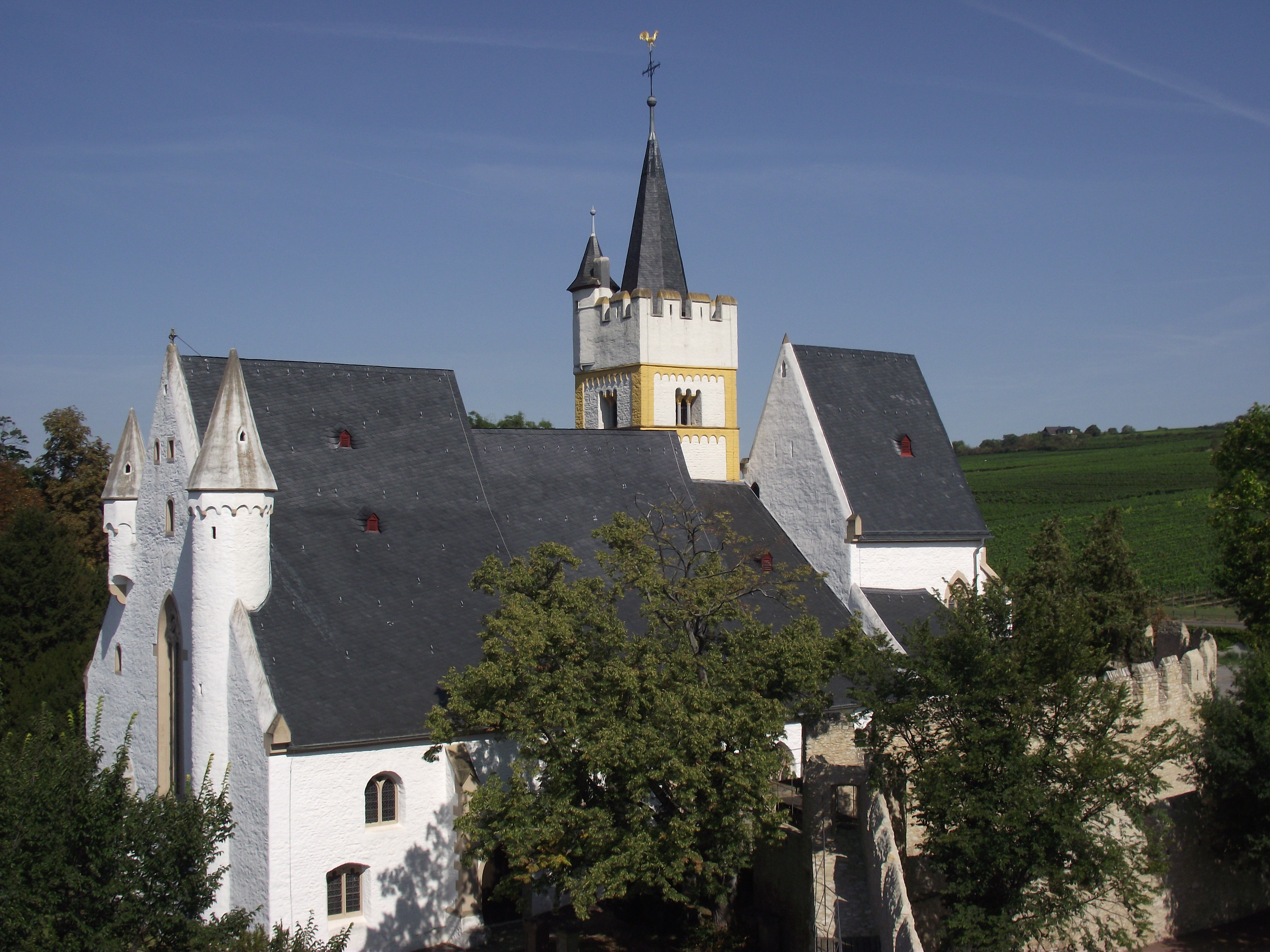
Burgkirche
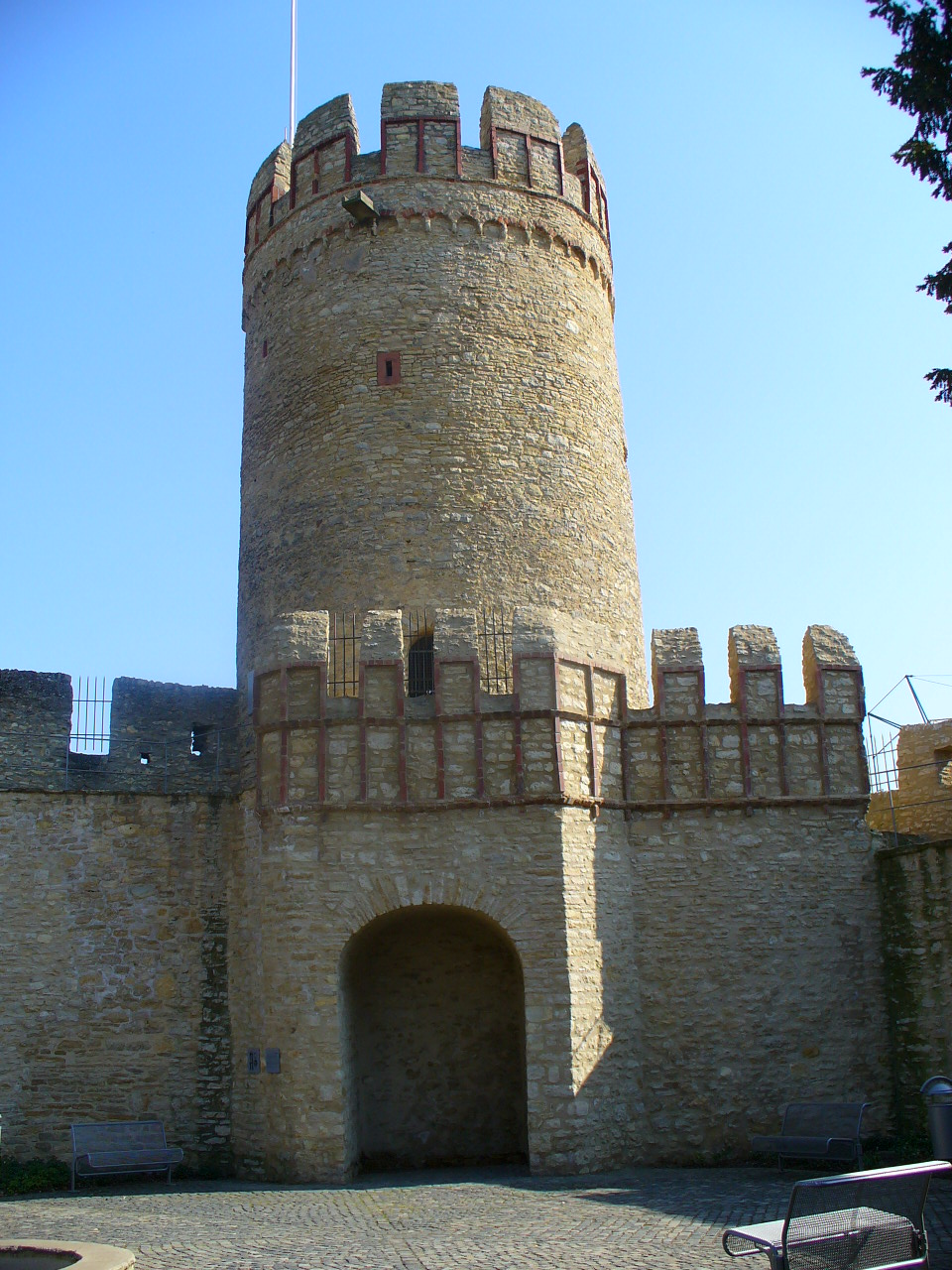
Malakoffturm